# Малакейжу
Малакейжу (порт. Malaqueijo)  —  район (фрегезия) в Португалии,  входит в округ Сантарен. Является составной частью муниципалитета  Риу-Майор. По старому административному делению входил в провинцию Рибатежу. Входит в экономико-статистический  субрегион Лезирия-ду-Тежу, который входит в Рибатежу. Население составляет 700 человек на 2001 год. Занимает площадь 5,84 км².
Покровителем района считается Святой Брас (порт. São Brás). 

## История
Район основан в 1984 году